# Inmigración árabe en Paraguay
La inmigración árabe en Paraguay es contemporánea al descubrimiento y la colonización española de las Américas.
Dicha afirmación se sustenta en la presencia de numerosos marineros, soldado y colonos andaluces, muchos de ellos de origen árabe, lo cual habría sido un factor importante en la expansión de la cultura árabe y andalusí en el nuevo continente.
Según las investigaciones de Alejandro Hamed Franco, las provincias andaluzas de Sevilla y Huelva contribuyeron de 1493 a 1508 con el 78% de los emigrantes y entre 1509 y 1519 con el 37%.
Son dos las fases en que se produce el flujo migratorio árabe hacia Paraguay: una primera oleada corresponde a la primera fase de la inmigración extranjera, iniciada en 1872, y otra segunda comienza a partir de 1960 y se intensifica a partir de 1980.

## Historia

### La primera oleada
A partir de 1872, se inicia la primera oleada de inmigración árabe en Paraguay.
Los primeros inmigrantes, al igual que ocurre con otros países latinoamericanos, eran árabes de origen sirio y libanés, que por entonces eran ciudadanos del Imperio Otomano, razón por la que se les conocía con el nombre de “turcos”. Se trataba, sobre todo, de inmigrantes muy jóvenes, varones de entre 16 y 18 años. La mayoría de ellos eran cristianos ortodoxos o maronitas. Una minoría eran musulmanes, principalmente chiíes y algunos alawíes.
Muchos de estos árabes no llegaron directamente a Paraguay sino que procedían de otros países como Uruguay o Argentina. Una gran cantidad de inmigrantes se instalaron en la capital, Asunción, así como en Encarnación y otras ciudades del país. Esta primera ola de inmigración se interrumpió en 1914, aunque se reanudó posteriormente en el período de 1918-1933.
En un primer momento, estos recién llegados se beneficiaron de unas leyes que estimulaban la inmigración. Hay que tener en cuenta que el 80% de la población masculina del país había desaparecido a consecuencia de la guerra de la Triple Alianza, finalizada en 1870.
A partir de 1903, las leyes de inmigración paraguayas se endurecen y favorecen una inmigración selectiva como agricultores, ingenieros, profesionales etc. La inmigración árabe parecía no corresponder a ese modelo, ya que los árabes se instalaron en los centros urbanos y se dedicaban al pequeño comercio.

### La segunda oleada
En la década de 1960 se inicia la segunda ola de inmigración árabe. Dichos inmigrantes, en su mayoría se instalaron en el departamento del Alto Paraná, especialmente en Ciudad del Este. Allí, la colonia árabe está compuesta en la actualidad por alrededor de 15.000 individuos mayoritariamente libaneses y de un pequeño porcentaje de sirios, egipcios y palestinos. Las causas de la inmigración se vinculan ahora a procesos políticos, como la guerra civil en Líbano y la ocupación de territorios por parte de Israel.
Esta inmigración se sitúa en la llamada Triple Frontera, donde se encuentran Paraguay, Brasil y Argentina. Se trata, pues, de una comunidad estrechamente ligada a la de la Foz do Iguaçu, una ciudad brasileña pegada a la Ciudad del Este. Los inmigrantes llegan allí para desempeñar actividades comerciales. De hecho, ellos fundaron algunas de las primeras galerías comerciales y los primeros grandes comercios de la ciudad.
Al mismo tiempo, se trata ahora de grupos mayoritariamente musulmanes, que crean mezquitas, centros culturales islámicos y escuelas.

## Principales corrientes
La tendencia de la migración árabe al Paraguay está altamente marcada por el peso mayor de la migración libanesa. De representar el 63%, desde la década del 20, llega a constituir el 90,9% a partir del año 2000.

### Libaneses

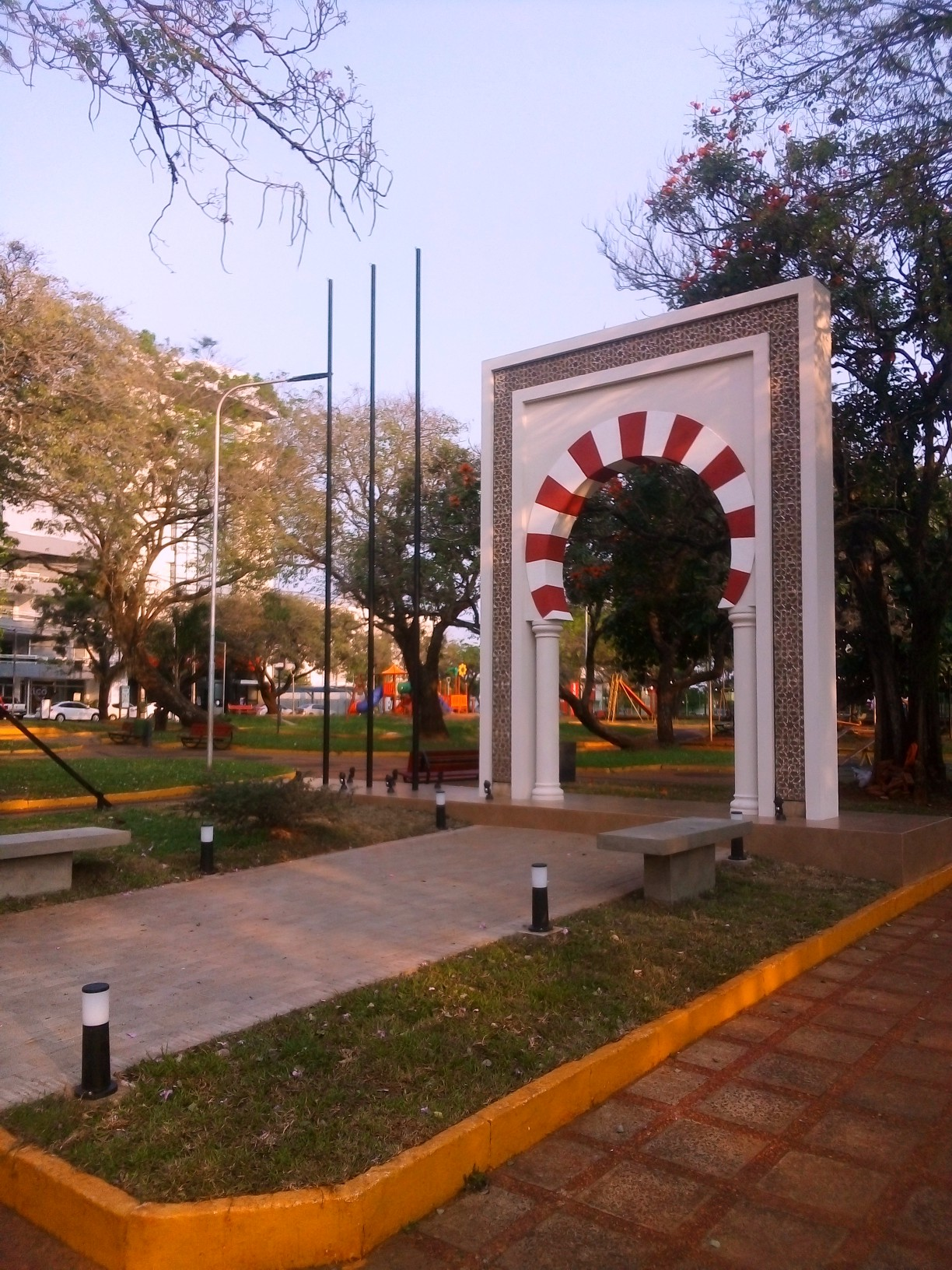
Monumento erigido por la comunidad sirio-libanesa de Encarnación.

Los libaneses comienzan a llegar al Paraguay a partir de 1888, entre los 1.604 inmigrantes que arribaron al país en ese año. Esta primera etapa de llegada se extendió hasta 1900, estableciéndose estos en Asunción, Villarrica, Encarnación y en el departamento de Misiones. Recién diez años después se reinició el movimiento migratorio, que se prolonga hasta 1914, ubicándose ya este contingente en todo el territorio de la república ( Caraguatay, Concepción, Itacurubí del Rosario, itacurubi de la cordillera, Itauguà, San Estanislao, Pedro Juan Caballero y Villa del Rosario), con preferencia en lugares con fácil acceso a las vías de comunicación.
En 1918 se reinicia la llegada, prolongándose hasta 1933. A partir de esta época, el movimiento es mínimo, reactivándose sólo en las décadas del 60 y 70.  
El primer destino americano al cual se dirigían los inmigrantes era el puerto de Buenos Aires, al cual llegaron sin siquiera hablar el idioma español y sin conocer sus costumbres. Pero no tardaron en organizarse en grupos y comunidades, con el fin de encontrar el mejor lugar para radicarse y adaptarse a una vida digna, que le permitiera formar hogares sin olvidar sus raíces.
Su viaje al Paraguay prosiguió por río y luego en tren, para luego distribuirse en diversas localidades del país, donde podían dedicarse a las actividades comerciales. Después de mucho esfuerzo, pudieron insertarse a la sociedad paraguaya y abrir comercios, montar fábricas o cultivar tierras.

### Sirios

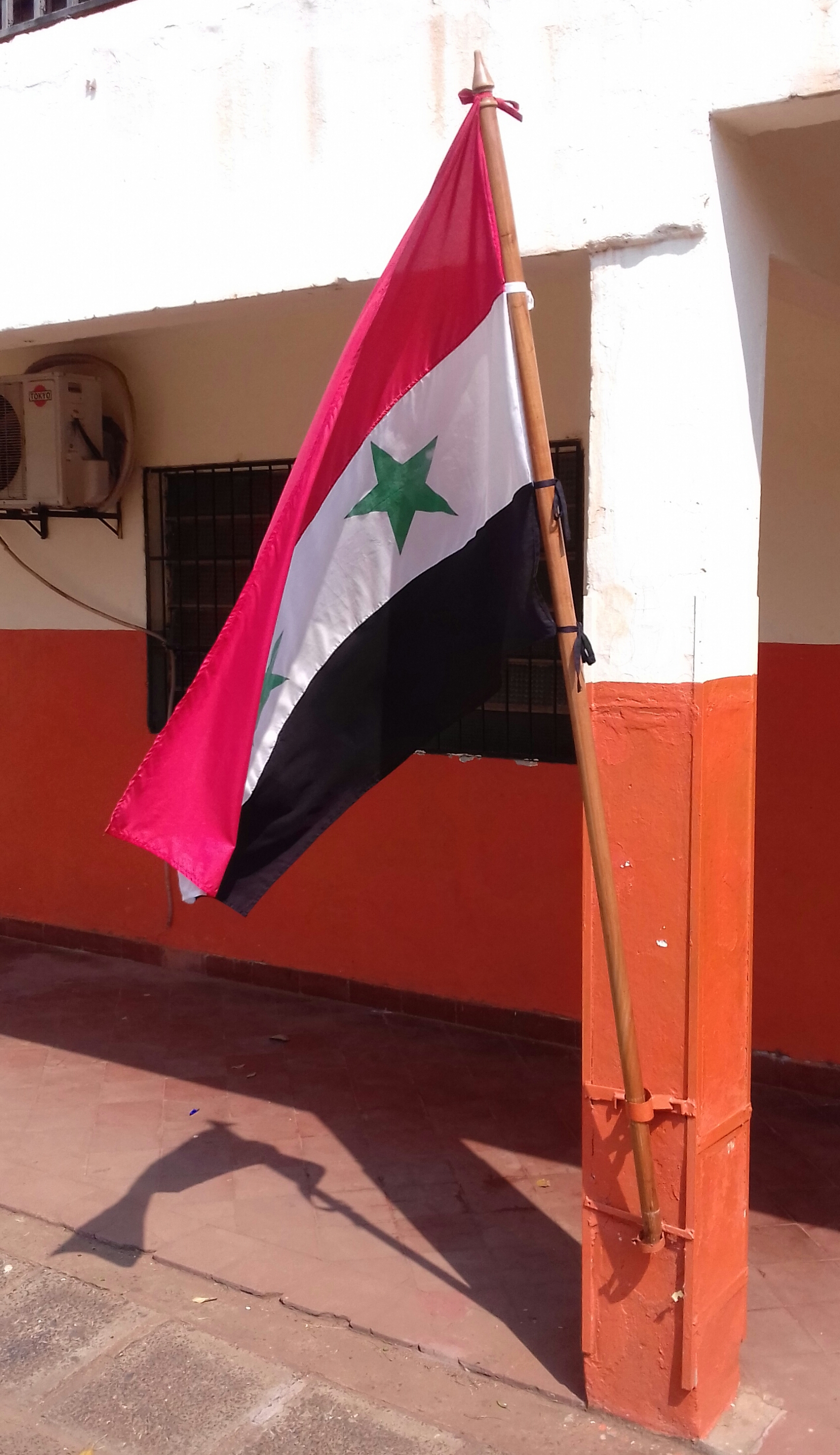
Bandera de la República Árabe Unida de Siria en la escuela homónima de San Lorenzo. Dicho establecimiento educativo fue fundado por el inmigrante Faisal El-Haj Ahmad.

Es en la década del 30 cuando se inicia la migración siria más significativa históricamente. Según algunos testimonios calificados recogidos, “la primera migración de los sirios se estableció en Asunción y sus alrededores, hasta Villeta más o menos".
Esta migración, a diferencia de la migración libanesa, que continúa con un crecimiento significativo, sobre todo en la década del 90; ha detenido su flujo.
Según el parecer del Cónsul en Asunción, la gran mayoría de los sirios en Paraguay “ya son descendientes más que nada. El 99% son descendientes. El 1% de ellos pueden ser nuevos inmigrantes”.
El Cónsul en Ciudad del Este, por su parte, expresó: “los sirios en sí son muy pocos, y acá siempre nos contamos como colonia árabe. En los últimos tiempos ha bajado la cantidad, pues muchas familias han emigrado de nuevo por la situación económica que se está pasando. Muchos volvieron al Líbano, otros a Asunción, para ver si consiguen mejorar; a Encarnación y Salto del Guairá también, así como a grandes ciudades del Brasil".
Cuando se considera la edad de estas colectividades, se puede apreciar que los sirios, en su gran mayoría (67,3%), tenían más de 60 años, mientras que la mayoría de libaneses y saudíes tenían entre 15 y 29 años.
La constante entre estas tres nacionalidades es que son eminentemente masculinas, aunque se debe señalar que entre los sirios esta diferencia no es tan marcada como lo es entre los libaneses.

## Desarrollo económico, político y comunitario

### Economía
Los primeros inmigrantes árabes que llegaron a Paraguay ejercieron, sobre todo, un comercio de tipo ambulante. Sin embargo, unas pocas décadas más tarde, entre los años 1930 y 1940, los árabes lograron establecer sus primeros locales comerciales y algunos promovieron la creación incluso de grandes industrias, principalmente en el sector textil y de la construcción. Algunos de los edificios más suntuosos de Asunción han sido obra, por ejemplo, de constructores sirios.
Algunos empresarios árabes también han destacado en la rama de la alimentación, como la producción de arroz, el cultivo de la vid y el procesamiento de yerba mate. Al mismo tiempo, ha sido creada la Cámara de Comercio Paraguayo-Árabe con el fin de promover convenios comerciales entre Paraguay y países árabes, el primero de los cuales fue firmado por Egipto en 1977.
Por otro lado, los inmigrantes árabes y sus descendientes han destacado en el ejercicio de profesiones liberales. Muchos han estudiado en centros superiores, tales como la Universidad Nacional de Asunción, donde se han formado en diversas especialidades.

### Política
En el campo político, miembros de la comunidad árabe han llegado a ocupar importantes posiciones. Así por ejemplo, cabe destacar a Bader Rachid, descendiente de una conocida familia libanesa de la vieja inmigración, que ha desempeñado importantes cargos en el Partido Colorado ejerciendo su presidencia y siendo senador. Leila Rashid ha desempeñado el cargo de subsecretaria de Relaciones Exteriores y embajadora ante Argentina y Estados Unidos. Y Osvaldo Domínguez Dibb ha sido en numerosas ocasiones candidato del Partido Colorado.

### Comunidad

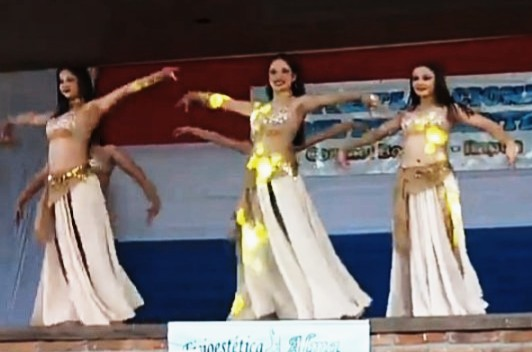
Jóvenes representantes de la comunidad árabe de Itapúa presentan el tradicional dabke.

En este aspecto cabe señalar también que la comunidad de Ciudad del Este sufrió diversas campañas mediáticas por parte de algunos elementos de la prensa argentina. Poco después de los atentados del 11 de septiembre de 2001 en Nueva York, la revista Military Review de la Foreign Military Studies Office de Estados Unidos publicó algunos artículos sobre Ciudad del Este, donde se mencionaba a los inmigrantes árabes de Paraguay como posibles miembros de grupos extremistas.
Algunos diarios argentinos como La Nación instaron en sus editoriales a intensificar el control de la población árabe en la Triple Frontera.
El 22 de septiembre de 2001 fueron detenidos veinte árabes (libaneses, sirios y jordanos) dedicados al comercio, pero poco después fueron todos ellos puestos en libertad, no sin que antes algunos importantes diarios de la República Argentina publicaran titulares, tales como “Masiva detención de árabes en Paraguay”.
Por otro lado, se restringieron las comunicaciones hacia países árabes desde cabinas públicas y se dificultó el acceso a los documentos de residencia. En este sentido, puede decirse que las polémicas desatadas por la prensa respecto a la presencia de los árabes en Ciudad del Este repercutieron en el seno de esta comunidad con más fuerza que en Brasil, donde la situación era mucho más favorable.
Varios residentes libaneses concedieron entrevistas a la prensa internacional en aquellos años denunciando que estaban sufriendo una campaña de intimidación. Sin embargo, fueron pocos los medios que cuestionaron la asociación, realizada por otros distintos, entre inmigración árabe y terrorismo y que recogieron la opinión de los miembros de la comunidad.
En todo caso, los miembros de la comunidad árabe aseguran que los paraguayos perciben que los árabes, al igual que ellos, reivindican y luchan por derechos fundamentales y para revertir el estado de dependencia de los países en vías de desarrollo. Ellos alegan que se ha creado una fuerte solidaridad entre árabes y paraguayos.

## Instituciones
El 13 de octubre de 1919 se fundó en Paraguay la Unión Siria, la primera institución de beneficencia y ayuda mutua para los inmigrantes sirios y libaneses en Paraguay. Cabe señalar que en aquella época ambas comunidades constituían un todo. La Unión Siria actuó también, de hecho, como una institución de carácter consular.
En 1942 se crea la Unión Libanesa y en 1944 el Club Sirio, con sede en la ciudad de Asunción. Ambas instituciones perduran hasta nuestros días. Entre los objetivos del Club Sirio estaba el de “estrechar los vínculos de fraternidad entre los sirios radicados en Paraguay, sus descendientes y los hijos de esta República, y proporcionar medios de cultura y recreo a sus asociados”.
El club también trabajó en favor del establecimiento relaciones diplomáticas entre Paraguay y Siria, hecho éste que al final se produjo en 1953, y de la firma de convenios comerciales entre Paraguay y varios países árabes. Junto con otras instituciones similares de Argentina y Brasil, colaboró con el Comité Central Árabe pro-ayuda a Palestina. En sus oficinas ha recibido a numerosos diplomáticos de Siria, Egipto y otros países.
Cabe mencionar también a la Federación de Entidades Americano-Árabes del Paraguay (FEARAB-Paraguay), que depende de la FEARAB-América, fundada en octubre de 1973 en Argentina. Estas entidades desarrollan actividades en favor de los inmigrantes árabes y el establecimiento de relaciones de todo tipo entre el mundo árabe y los países latinoamericanos.

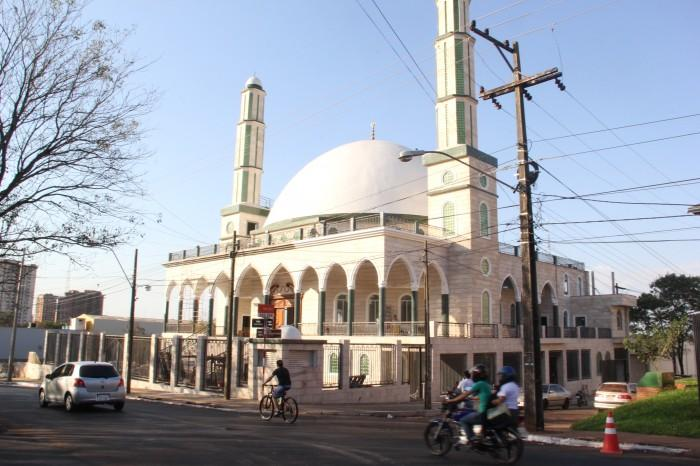
Mezquita Alkhaulafa Al-Rashdeen en Ciudad del Este.

Los inmigrantes también fundaron varias instituciones religiosas. En 1991 se funda el Centro Islámico con un grupo de unos 100 miembros. En 1999 se crea el Centro Benéfico Cultural Islámico, que tiene sedes en Asunción y Encarnación. Esta institución está vinculada a la Mezquita Jalid ben Al Walid, que depende a su vez de la Liga Islámica Mundial, una organización internacional con sede en Arabia Saudí y de inspiración wahabí.
En el Alto Paraná, los chiíes han creado también varios centros e instituciones reconocidos. En 1988, el comerciante libanés Hussein Taijen funda el Centro Árabe-Islámico Paraguayo, cuyo objetivo es el de agrupar a las colectividades musulmanes de la región del Alto Paraná.
La Mezquita del Profeta Muhammad, localizada en el centro de la ciudad, es fundada en 1994, año en que se establece también la Asociación Benéfica del Alto Paraná, de la cual depende el Colegio Libanés. Este último está reconocido por el Ministerio de Educación y Cultura de Paraguay y por varias instituciones educativas libanesas. En él, se enseñan el español, el árabe y el inglés.
Esta presencia de centros islámicos ha dado también lugar a la aparición de una comunidad musulmana autóctona paraguaya de conversos al Islam, entre los que cabe incluir a algunas mujeres paraguayas casadas con inmigrantes árabes.

## Personas destacadas

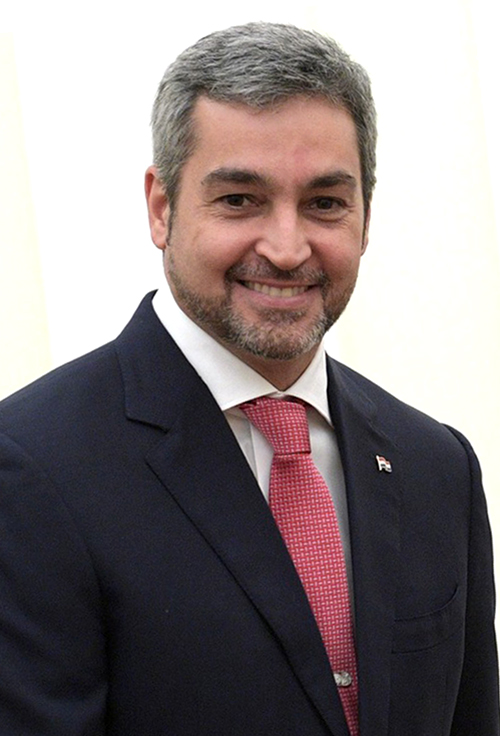
Mario Abdo Benítez (1971)

### De origen libanés
- Sheila Abed: una abogada y política.
- Antonio Buzarquis: político.

- Salyn Buzarquis: político.
- Óscar Fadlala: músico.
- David Mussi: empresario
- Simon Mussi: empresario
- Jose Mussi: empresario
- Pedro Fadul: empresario, piloto automovilístico y político.
- Óscar González Daher: político.
- Julio César Manzur: futbolista.
- Raúl Melamed: locutor y conductor de TV.
- Rayam Mussi: actor de cine y teatro.
- Bader Rachid Lichi: político.
- Leila Rachid de Cowles: política y diplomática.
- Oscar Safuán, músico de renombrada trayectoria.
- Elzear Salemma: político y empresario
- Jorge Salomón Jure: promotor cultural.
- Ángel Seifart: político, vicepresidente de la República de 1993 a 1998.
- Quemil Yambay: músico, cantante, compositor, imitador y humorista.
- Katherine Yudis: periodista.
- Nelson Amin Yunis: expresidente de la Unión Libanesa.

### De origen palestino
- Javier Cohene: futbolista.

### De origen sirio
- Mario Abdo Benítez (padre): secretario privado de Alfredo Stroessner.
- Mario Abdo Benítez (hijo): político y empresario, presidente de la República de 2018 a 2023.[11]
- Juan Afara: político, vicepresidente de la República de 2013 a 2018.
- Herib Chamas: exfutbolista.
- Osvaldo Domínguez Dibb: empresario y dirigente deportivo.[12]
- Alejandro Domínguez: empresario y dirigente deportivo.[13]
- Gerardo Halley Mora: escritor.

- Mario Halley Mora: poeta y dramaturgo.
- Alejandro Hamed:  historiador y diplomático.
- Gustavo Saba (padre): empresario.
- Gustavo Saba (hijo): piloto automovilístico.
- Wanda Seux: ex vedette, bailarina y actriz.
- Juan José Zapag: empresario, presidente del Club Cerro Porteño.[14]